# نيكولاي غاماليا
نيكولاي جماليا أو نيكولاي غماليا (بالروسية: Никола́й Фёдорович Гамале́я)‏ (5 فبراير 1859 في أوديسا - 29 مارس 1949 في موسكو) هو طبيبٌ، وعالم أحياء، وعالم فيروسات، وعالم وبائيات روسي سوفيتي، كان قد لعب دورًا رياديًا في أبحاث اللقاحات وعلم الأحياء الدقيقة.
سُمي معهد جماليا لأبحاث الوبائيات والأحياء الدقيقة في موسكو على اسمه.

## الجوائز
- جائزة الاتحاد السوفيتي الحكومية
- وسام لينين
- وسام الراية الحمراء من حزب العمال